# Протопопинци (община Цариброд)
Вижте пояснителната страница за други значения на Протопопинци.
Протопопинци (вариант Пъртопопинци, на сръбски: Протопопинци или Protopopinci) е село в Западните покрайнини, община Цариброд, Пиротски окръг, Сърбия.

## География
Село Протопопинци се намира в района, известен като Забърдие (Забърге), на 13 километра североизточно от Цариброд (Димитровград). Основните махали на селото са Сред село, Жъмбина мала, Йоцина мала, Митина мала и Джорджина мала.

## История
Протопопинци се споменава в османо-турски документи от втората половина на 16 век. По това време то е част от казата Шехиркьой (Пирот). В джелепкешански регистър на Пиротски кадилък от 1581 година като джелепи са отбелязани жителите на Претопопинце Йово Пеин, Дойке Коин, Нешо Джурин и Ставче, които имат задължението да предадат на държавата общо 120 овце.
По време на сръбската окупация през първата половина на 1878 година спада към Височкия срез на Пиротски окръг. В Княжество България селото е включено в Царибродска околия, Трънски окръг и е част от община Смиловци.
До 1905 година учениците от селото се обучават в училището в съседното Смиловци, след което в новооткритото пъртопопинско училище, което до 30-те години на ХХ век се помещава в къщи на местни жители – на Перча Жъмбин, на Тодор Йоцин, на Стойчини и на Раца Спасенов.
От ноември 1920 година до април 1941 година и от 1944 година Протопопинци е в състава на Сърбия (Кралство на сърби, хървати и словенци, Югославия).
През 1976 година е каптиран карстов извор край Протопопинци, който захранва с питейна вода освен самото село и други селища в района - Смиловци, Одоровци, Гуленовци, Радейна и Цариброд.

## Население
Населението на Протопопинци е предимно българско. Според преброяванията то се разпределя по следния начин:
- 1888 г. - 330 д. (179 мъже и 151 жени)[4]
- 1900 г. – 310 д.
- 1905 г. – 346 д.
- 1921 г. – 430 д.
- 1948 г. – 500 д.
- 1953 г. – 470 д.
- 1961 г. – 377 д.
- 1971 г. – 269 д.
- 1981 г. – 163 д.
- 1991 г. – 89 д.
- 2002 г. – 55 д.
- 2011 г. – 45 д.

## Културни и природни забележителности
- Църква „Св. Георги“. Патронен празник на селото е Свети Никола Летни и Свети Георги (Джурджевдън).

## Личности
Родени в Протопопинци
- Благой Димитров (1931 -), български писател
- Детко Петров (1936 - 1990), български писател
- Душан Донков (1934), художник
- Симеон Васов (1943), лекар-психиатър, писател,[5] кмет на Цариброд